# Projekt 941 Akula
Ej att förväxla med Projekt 971 Sjtjuka-B som även kallas för Akula-klass''.
Projekt 941 Akula (ryska: Акула, ”haj”) eller Typhoon-klass är en klass av atomdrivna ballistiska robotubåtar utvecklad för den sovjetiska flottan på 1980-talet. Klassen är bestyckad med 20 stycken ballistiska robotar av typen R-39 (NATO-rapporteringsnamn SS-N-20) som totalt bär på 200 kärnstridsspetsar. Akula var den längsta ubåtsklass som någonsin konstruerats men rekordet slogs av ubåten K-329 Belgorod, sjösatt i april 2019 som är cirka 10 meter längre. Typhoon-klass har dock större deplacement än Belgorod. Trots att den är större är den tystare än sina föregångare i Kalmar-klassen, och kan stanna under vatten i 180 dagar i sträck, längre i nödfall, till exempel i ett kärnvapenkrig.

## Historia
Utvecklingen av Projekt 941 startades 1972 och den 19 december 1973 gav den sovjetiska staten klartecken för att börja konstruera den första ubåten. Konstruktionsbolaget var Rubin som var placerat i Leningrad. Den första ubåten ur Akula-klassen sjösattes 1980 och efter mycket tester kom hon i tjänst hos den norra flottan i december 1981. Mellan åren 1981 och 1989 togs totalt sex stycken ubåtar i bruk av den sovjetiska flottan. Flera enheter var under planering men efter Sovjetunionens sammanbrott skrotades alla planer på detta. När Sovjetunionen officiellt upplöstes 1991 övergick samtliga sex ubåtar i Akula-klassen till den nya ryska flottan. Den ryska flottan led dock av svåra ekonomiska problem och redan 1997 togs två av ubåtarna ur tjänst och skrotades strax därefter.
År 2000 var endast tre ubåtar i bruk och idag (2011) används bara en av dessa. Denna fungerar som testplattform åt den nya ryska ballistiska roboten R-30 Bulava som ska tas i tjänst på den nya ryska strategiska ubåtarna av Borej-klass. Vad som kommer att hända med de övriga två i klassen är idag okänt, vissa källor säger att de kommer utrustas med Bulava-robotar även de och andra säger att de snart kommer skrotas. En av de mer annorlunda förslagen på ubåtarnas framtid kom in år 2000 när Norilsk-Nickel, världens största tillverkare av nickel, meddelade att de ville köpa de tre ubåtarna som tagits ur tjänst och bygga om dem för att börja transportera malm från gruvor i Sibirien till Murmansk. Fördelen skulle ha varit att ubåtarna kunnat hålla höga hastigheter under istäcket, och på så sätt snabba upp transporterna. Inget konkret blev dock av idén.

## Enheter
| Nr     | Kölsträckt       | Sjösatt           | Tagen i bruk     | Status                                               |
| ------ | ---------------- | ----------------- | ---------------- | ---------------------------------------------------- |
| TK-208 | 3 mars 1977      | 23 september 1980 | 12 december 1981 | I tjänst som testplattform för Bulava systemet       |
| TK-202 | 1 oktober 1980   | 26 april 1982     | 28 december 1983 | Tagen ur bruk 1995, skrotad 2003-2005                |
| TK-12  | 27 april 1982    | 17 december 1983  | 27 december 1984 | Tagen ur bruk 1996, skrotad 2006-2008                |
| TK-13  | 5 januari 1984   | 21 februari 1985  | 29 december 1985 | Tagen ur bruk 1997, skrotad 2007-2009                |
| TK-17  | 24 februari 1985 | Augusti 1986      | 6 november 1987  | Tagen ur tjänst 2006, kommer att skrotas innan 2020. |
| TK-20  | 6 januari 1987   | Juni 1988         | September 1989   | Tagen ur tjänst 2004, kommer att skrotas innan 2020. |
| TK-210 |                  |                   |                  | avbruten                                             |

## Annat
Akula-ubåtarna är också kända fōr sin roll i den amerikanska filmen Jakten på Röd Oktober (1990) med bland andra Sean Connery och Stellan Skarsgård i rollerna.

## Foton
Satellitbilder

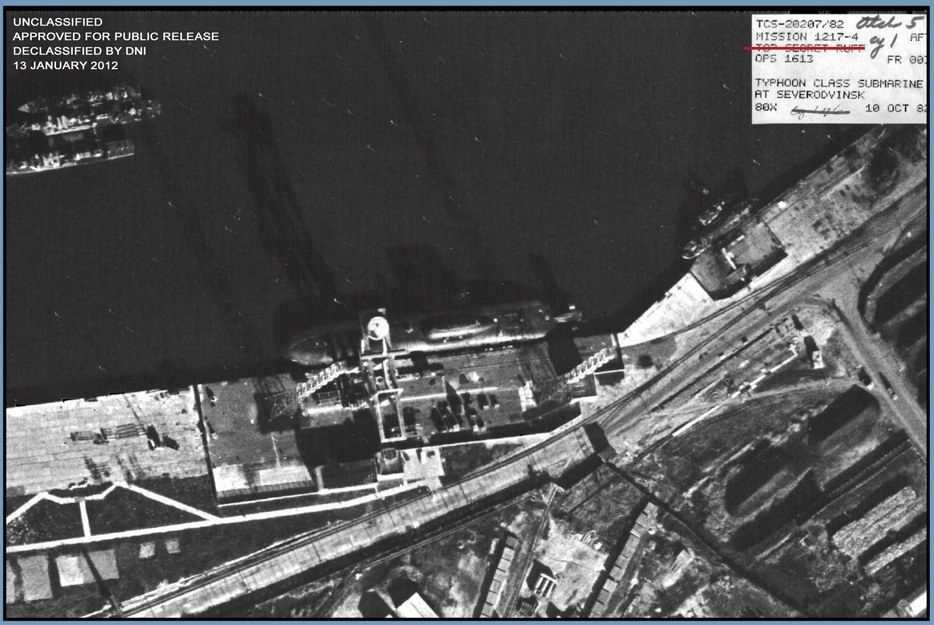
Satellitbild av Typhoon-klass ubåt vid Severodvinsk. Avklassificerad 2012.

- Två sida vid sida (TK-20 och TK-17) vid 64°34′30″N 39°46′12″Ö / 64.5751°N 39.7701°Ö
- TK-208 vid 64°34′08″N 39°46′10″Ö / 64.568954°N 39.769476°Ö

Interiörfoton
- 2009 offentliggjorde en bloggare ett antal foton av insidan av en Typhoon ubåt vid Nerpichya flottbas,[10] möjligen TK-12 eller TK-13 baserat på det dåliga skicket, fotona påstås har tagits 2004.[11]  Paren av åldrande ubåtar togs ur bruk flera år tidigare, 1996 och 1997.